# Droga wojewódzka nr 303
Droga wojewódzka nr 303 (DW303) – droga wojewódzka klasy G o długości 42 km, łączącą Świebodzin (DK 92) z DK32 w Powodowie. 
Droga położona jest na terenie województwa lubuskiego (powiatu świebodzińskiego i zielonogórskiego) oraz na terenie województwa wielkopolskiego (powiat wolsztyński).

## Dopuszczalny nacisk na oś
Na całej długości drogi nr 303 dopuszczalny jest ruch pojazdów o nacisku pojedynczej osi do 8 ton.

## Historia
Na przestrzeni lat trasa posiadała różne oznaczenia:
| Numer | Przebieg drogi        | Lata obowiązywania | Źródło | Uwagi                                  |
| ----- | --------------------- | ------------------ | --- | -------------------------------------- |
| 303   | Świebodzin - Powodowo | 1986 - nadal       | Uchwała nr 192 Rady Ministrów z dnia 2 grudnia 1985 r. w sprawie zaliczenia dróg do kategorii dróg krajowych. | W latach 1986–1998 jako droga krajowa. |

W latach 2017–2018 droga została wyremontowana na odcinku czterech kilometrów w gminie Siedlec od granicy województwa wielkopolskiego do Chobienic. Prace zwiększające bezpieczeństwo pieszych wykonano również w Grójcu Wielkim i Siedlcu.

## Miejscowości leżące przy trasie DW303

### województwo lubuskie
- Świebodzin (DK92)
- Lubinicko
- Smardzewo
- Brudzewo (DW302)
- Babimost (DW304, DW313)

### województwo wielkopolskie
- Grójec Wielki
- Chobienice
- Wojciechowo
- Nieborza
- Siedlec
- Powodowo (DK32)